# Armstrong Siddeley Cheetah

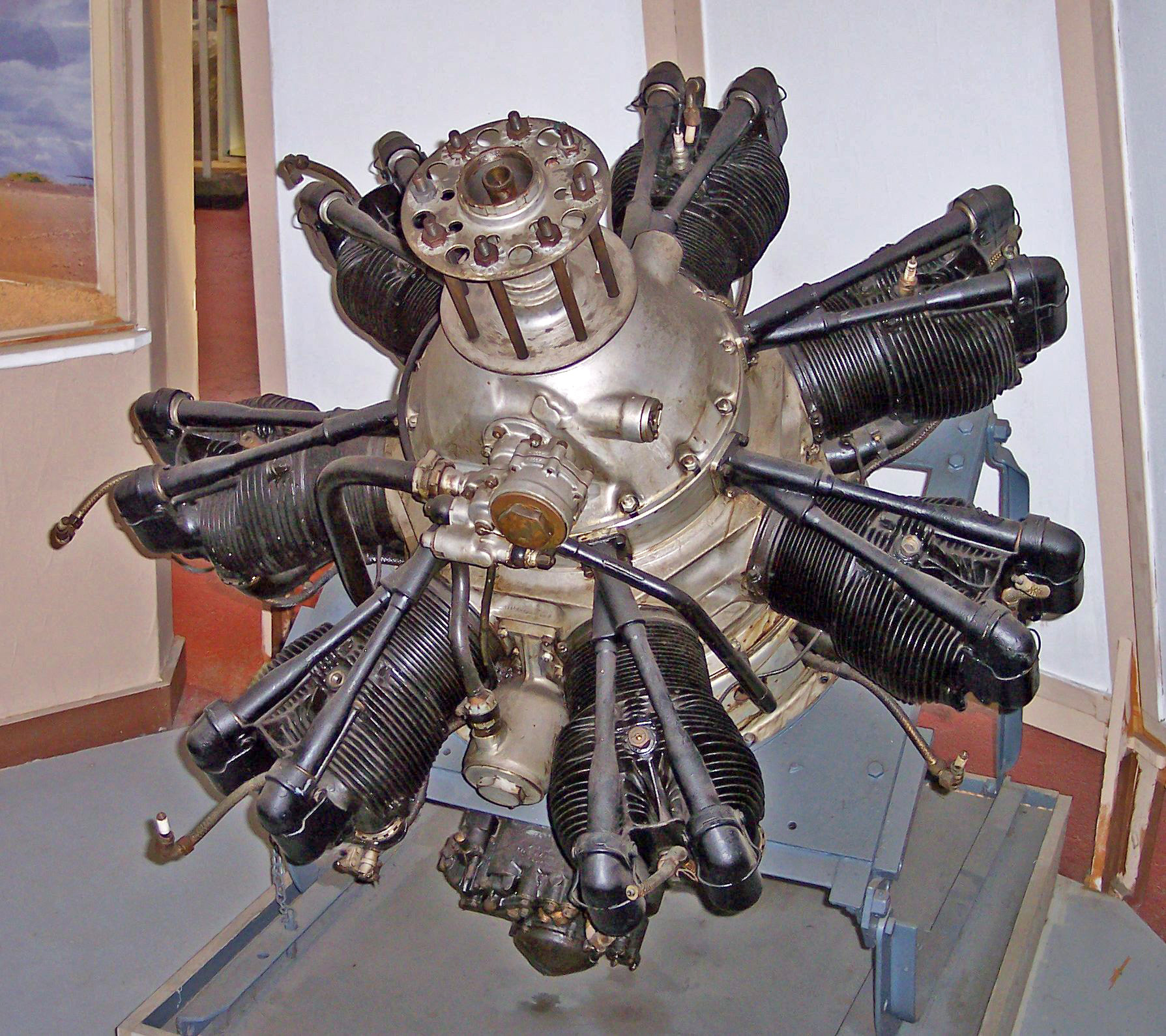
Armstrong Siddeley Cheetah X

Der Armstrong Siddeley Cheetah ist ein Flugmotor, den der britische Hersteller Armstrong Siddeley von 1935 bis 1948 baute. Der 7-Zylinder-Sternmotor hat einen Hubraum von 13.650 cm³. Frühe Varianten des Cheetah wurden anfangs auch Lynx Major genannt.
Der Cheetah wurde im Zweiten Weltkrieg häufig in britische Schulflugzeuge, wie die Avro Anson oder die Airspeed Oxford, eingebaut.

## Konstruktion und Entwicklung
Der Cheetah wurde aus dem früheren Modell Lynx entwickelt, indem man die Zylinder des Modells Panther mit größerer Bohrung verwendete, aber den Kolbenhub des Lynx beibehielt. Anfangs gab es nur Varianten mit Direktantrieb, später kamen auch solche mit Reduktionsgetrieben in verschiedenen Untersetzungen. Für spätere Varianten gab es auch Kompressoren, und zwar sowohl im Direktantrieb durch die Kurbelwelle als auch solche mit Reduktionsgetriebe.
Die grundlegende Konstruktion des Cheetah blieb während der gesamten Bauzeit unverändert. Er war der erste Motor dieser Bauart, der für 1200 Betriebsstunden zwischen den Überholungen zertifiziert war. Es entstanden 37.200 Exemplare.

## Varianten

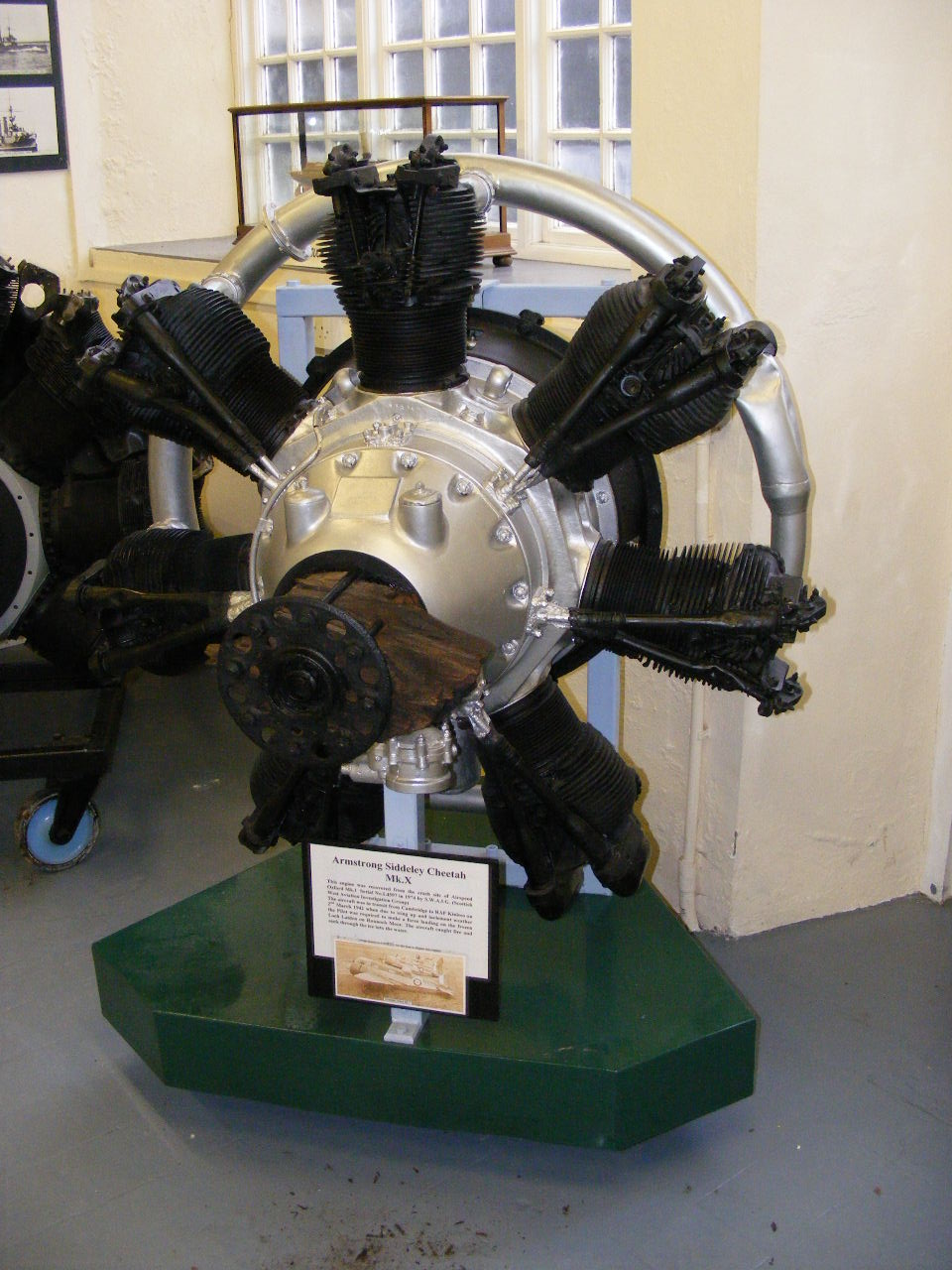
Noch erhaltener Cheetah X

Liste aus: Lumsden
Lynx V (Lynx Major)
1930, 230 bhp (171 kW).
Cheetah V
1935, 270 bhp (201 kW) bei 2100/min.
Cheetah VA
1935, 285 bhp (212 kW) bei 2425/min.
Cheetah VI
1935, 307 bhp (229 kW) bei 2425/min.
Cheetah VIA
1936, als Mark VI, aber mit Mark-IX-Zylindern.
Cheetah IX
1937, 345 bhp (257 kW) bei 2425/min.
Cheetah X
1938, 375 bhp (280 kW) bei 2.300/min.
Cheetah XI
345 hp (257 kW) bei 2425/min., Version des Cheetah X mit Reduktionsgetriebe.
Cheetah XII
Wie Mark X, für Drohnen angepasst.
Cheetah XV
420 bhp (313 kW) bei 2425/min.
Cheetah XVII
1948, 385 bhp (287 kW) bei 2425/min.
Cheetah XVIII
385 bhp (287 kW) bei 2425/min., Vergaser angepasst für Kunstflug.
Cheetah XIX
355 bhp (265 kW) bei 2425/min.
Cheetah 25
345 bhp (257 kW) bei 2425/min., Cheetah XV verstärkt auf 475 bhp (355 kW) bei 2700/min., modifizierter Drehzahlkonstanthalter.
Cheetah 26
385 bhp (287 kW).
Cheetah 27
1948, 385 bhp (287 kW).

## Flugzeuge mit Armstrong Siddeley Cheetah
| - Airspeed Consul - Airspeed Courier - Airspeed Envoy - Airspeed Oxford - Airspeed Queen Wasp - Airspeed Viceroy - Avro 626 - Avro 652 - Avro Anson - Blackburn Lincock - Bristol Bulldog - CASA C-201 Alcotán | - de Havilland Hawk Moth - Edgar Percival Prospector - Handley Page H.P.R.2 - Hispano HS-42 - IAe.22 DL - Kingsford Smith PL.7 - Koolhoven F.K.51 - Marinens Flyvebaatfabrikk M.F.8 - Marinens Flyvebaatfabrikk M.F.10 - Percival Provost (Prototyp) - VEF JDA-10M |

## Überlebende Motoren
Bis zum Oktober 2008 gibt es mindestens vier betriebsbereite Cheetah-Motoren. Zwei Cheetah 17 treiben die Anson T21 des Air Atlantique Classic Flight an und ein weiteres Paar Cheetah 17 ist in eine Avro Nineteen, G-AHKX, registriert für BAE Systems, aber normalerweise aus der Shuttleworth Collection, eingebaut.

## Ausgestellte Motoren
Überlebende Armstrong Siddeley Cheetah findet man in folgenden Museen öffentlich ausgestellt:
- Arkansas Air and Military Museum
- Aviation Heritage Museum (Western Australia)[7]
- Fleet Air Arm Museum
- Malta Aviation Museum
- Niederlassung Port Elizabeth des South African Air Force Museum
- Royal Air Force Museum Cosford

## Daten (Cheetah IX)

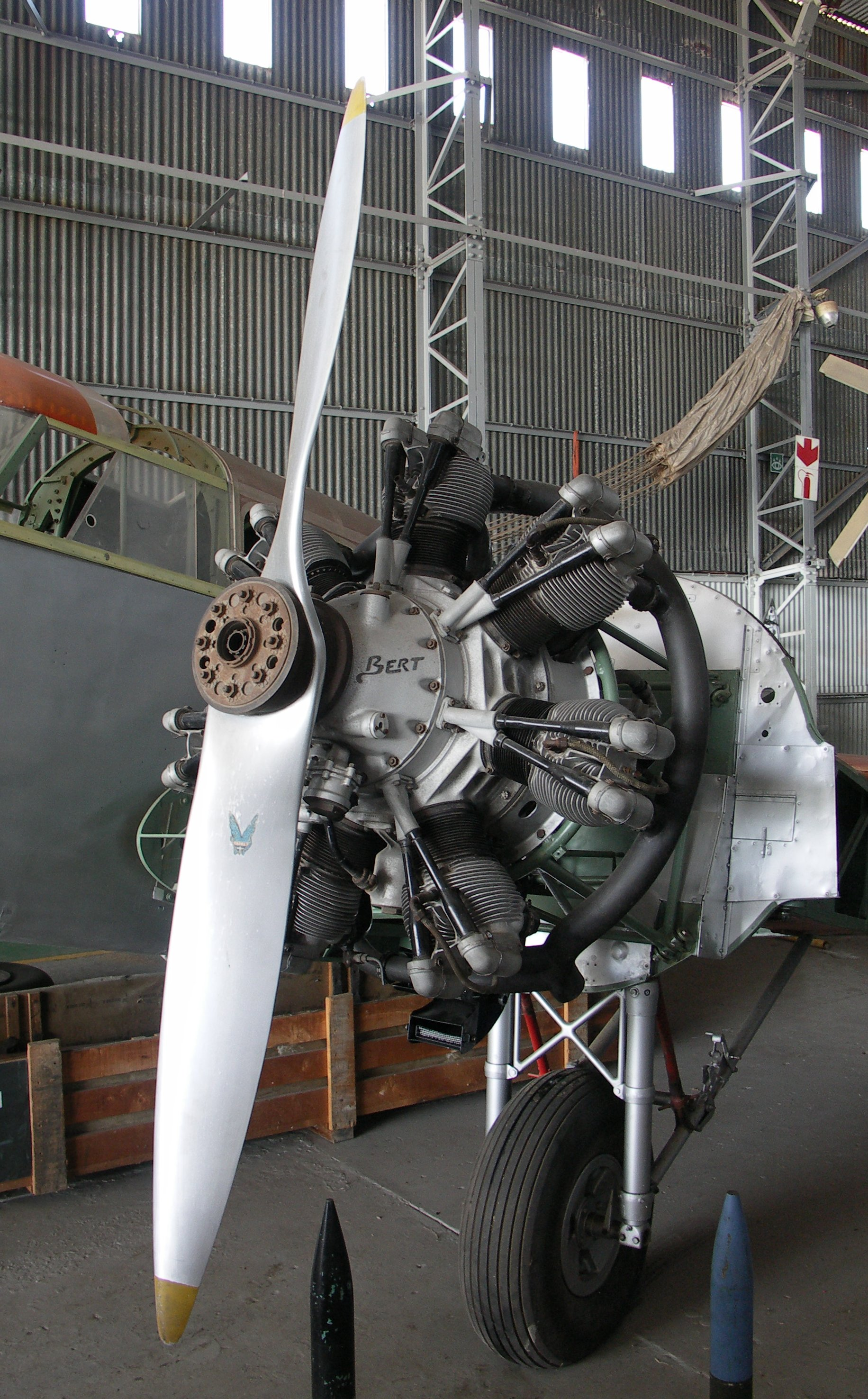
Cheetah-Motor an einer Airspeed Oxford in Restaurierung.

### Allgemein
- Einreihiger 7-Zylinder-Sternmotor, luftgekühlt, mit Kompressor
- Bohrung: 133 mm
- Hub: 140 mm
- Hubraum: 13.650 cm³
- Länge: 1342 mm
- Durchmesser: 1210 mm
- Gewicht: 289 kg

### Komponenten
- Ventiltrieb: Zwei über Stoßstangen betätigte Ventile pro Zylinder
- Aufladung: Zentrifugalkompressor, Reduktionsgetriebe 5,4:1
- Gemischaufbereitung: Vergaser: Claudel-Hobson
- Brennstoff: Benzin, 87 Oktan
- Kühlung: Luft
- Reduktionsgetriebe: nein

### Leistung
- Startleistung: 338 bhp (252 kW) bei 2100/min.
- Dauerleistung: 345 bhp (257 kW) bei 2425/min. in 2400 m Höhe
- Literleistung: 18,83 kW/l
- Kompression: 6,35:1
- Spezifischer Benzinverbrauch: 271 g/kW x h
- Spezifischer Ölverbrauch: 9–17 g/kW x h
- Leistungsgewicht: 1,124 kg/kW